# Liste der Extrempunkte Finnlands
Die Liste der Extrempunkte Finnlands zeigt Orte, die weiter nördlich, südlich, östlich oder westlich liegen als jeder andere Ort des Landes.

## Geographisch
- Nördlichster Punkt – Nuorgam, Utsjoki, Lappland[1] (70° 5′ 32″ N, 27° 57′ 20″ O[2])
- Südlichster Punkt – Bogskär, Kökar, Åland (Insel 59° 30′ 13,9″ N, 20° 20′ 53,3″ O)
  - Bewohnt – Utö (Insel 59° 46′ 27,1″ N, 21° 22′ 7,6″ O)
  - Festland – Tulliniemi, Hanko (59° 48′ 29″ N, 22° 54′ 47″ O)
- Westlichster Punkt – Märket, Hammarland, Åland (Insel 60° 18′ 3″ N, 19° 7′ 5″ O)
  - Bewohnt – Västerö, Eckerö[3] (Insel 60° 14′ 25″ N, 19° 28′ 28″ O)
  - Festland – Kolttapahta, Enontekiö, Lappland (69° 3′ 36″ N, 20° 32′ 52″ O)
- Östlichster Punkt – Virmajärvi-See, Ilomantsi[4] (62° 54′ 31″ N, 31° 35′ 12″ O)
  - Bewohnt – Hattuvaara (62° 55′ 56″ N, 31° 16′ 57″ O)
  - Bewohnt – Möhkö (62° 38′ 25″ N, 31° 17′ 4″ O)[5]
- Mittelpunkt – Piippola, Nordösterbotten (64° 10′ 47″ N, 25° 48′ 9″ O)

## Höhe und Tiefe
- Höchster Punkt – Haltitunturi-Fjell, Gemeinde Enontekiö, 1323,6 m (69° 18′ 30″ N, 21° 15′ 50″ O)[6]
  - Ridnitšohkka ist mit 1317 Metern der zweithöchste Berg Finnlands und der höchste Berg, dessen Gipfel sich ausschließlich in Finnland befindet.
- Niedrigster Punkt – Meereshöhe Ostsee
  - Tiefste Bohrung – Grube Pyhäsalmi in der Gemeinde Pyhäjärvi 1444 m Teufe.

## Transport
Nur Personenverkehr

### Flughafen
- Nördlichster – Flughafen Ivalo (68° 36′ 39″ N, 27° 24′ 50″ O)
- Südlichster und westlichster – Flughafen Mariehamn (60° 7′ 20″ N, 19° 53′ 53″ O)
- Östlichster – Flughafen Joensuu (62° 39′ 46″ N, 29° 36′ 27″ O)

### Bahnhof
- Nördlichster – Kolari (67° 20′ 56″ N, 23° 50′ 9″ O)
- Südlichster – Hanko (59° 49′ 38″ N, 22° 58′ 6″ O)
- Westlichster – Vaasa (63° 5′ 51″ N, 21° 37′ 18″ O)
- Östlichster – Uimaharju (62° 54′ 44″ N, 30° 14′ 28″ O)